# دیوید مردی
دیوید مردی (انگلیسی: David Merdy؛ زادهٔ ۱۹ دسامبر ۱۹۷۵) بازیکن فوتبال اهل فرانسه است.
از باشگاه‌هایی که در آن بازی کرده‌است می‌توان به باشگاه فوتبال استاد برستوا ۲۹ و باشگاه فوتبال رن اشاره کرد.